# 库尔农泰拉勒
库尔农泰拉勒（法語：Cournonterral，法語發音：[kuʁnɔ̃tɛʁal]）是法国埃罗省的一个市镇，属于蒙彼利埃区。

## 地理
库尔农泰拉勒（43°33'27.93"N, 3°43'8.22"E）面积28.62 平方千米，位于法国奧克西塔尼大區埃罗省，该省份为法国南部沿海省份，南濒地中海，西南接奥德省，西北接塔恩省和阿韦龙省，东北与加尔省接壤。
与库尔农泰拉勒接壤的市镇（或旧市镇、城区）包括：欧姆拉斯、库尔农塞克、法布雷格、蒙巴赞、皮尼昂、圣保罗和瓦尔马勒。

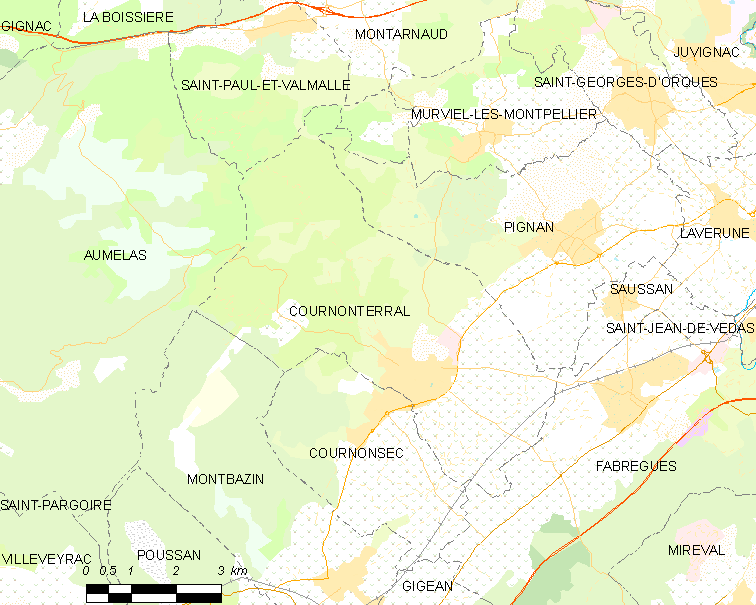
库尔农泰拉勒的OSM定位图

库尔农泰拉勒的时区为UTC+01:00、UTC+02:00（夏令时）。

## 行政
库尔农泰拉勒的邮政编码为34660，INSEE市镇编码为34088。

## 政治
库尔农泰拉勒所属的省级选区为皮尼昂县。

## 人口

1962-2008年间库尔农泰拉勒人口变化图示

库尔农泰拉勒于2022年1月1日时的人口数量为7019人。